# Буха (напиток)

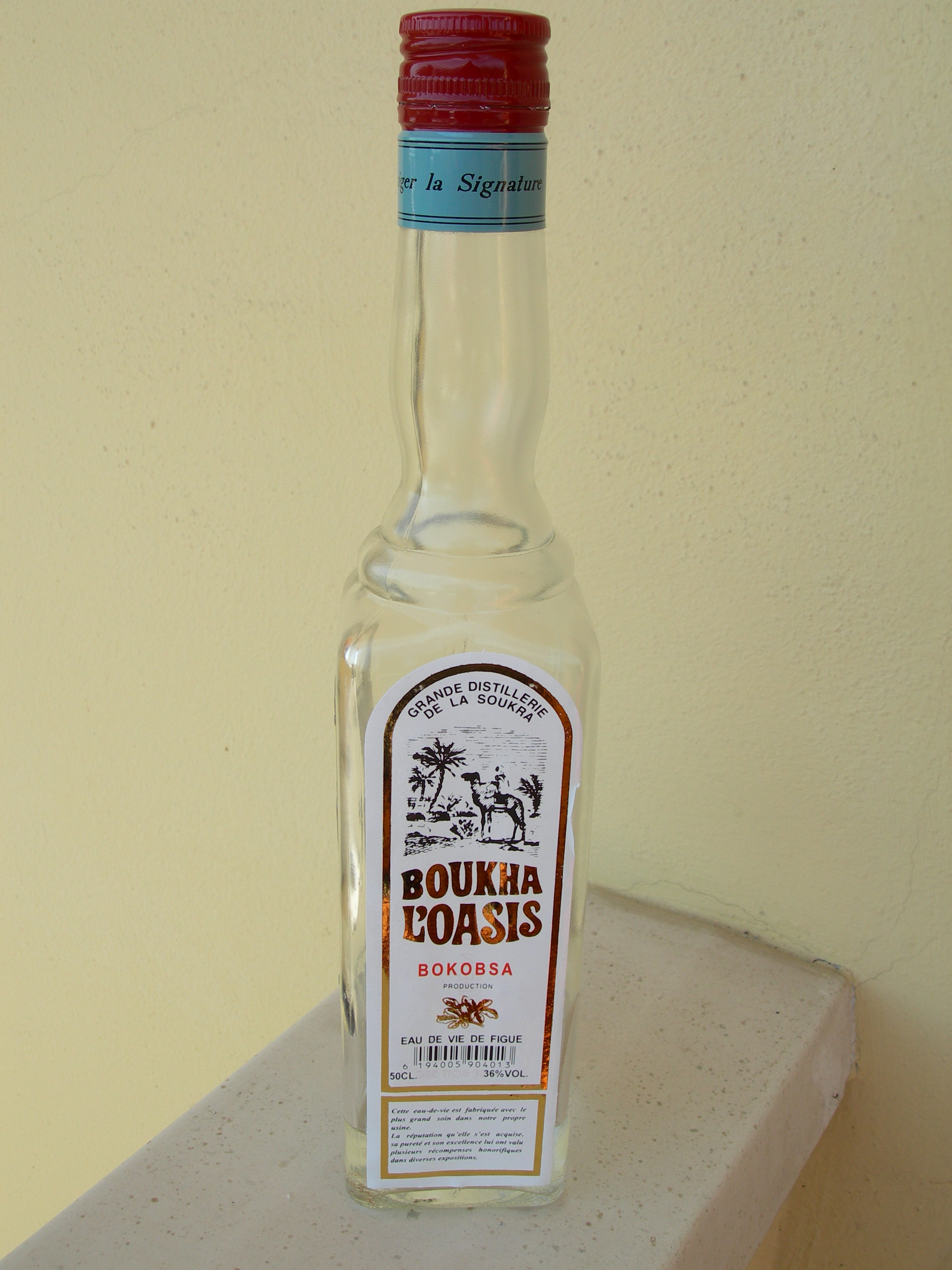
Бутылка Boukha l’Oasis

Бу́ха (араб. بوخة‎) — национальный тунисский алкогольный напиток крепостью 36—40 % об. Производится путём сбраживания и последующей простой дистилляцией инжира тунисского или турецкого происхождения. 
Точно не известно, когда и как появилась буха. На местном еврейско-арабском сленге «буха» означает «пары алкоголя». Промышленное производство бухи основал Авраам Бокобса в 1880 году в винокурне «La Soukra» возле г. Тунис, он же основал компанию, которая является основным производителем бухи — «Bokobsa».
Употребляется в чистом виде как аперитив, подается охлаждённой или комнатной температуры. Буха также является основой для некоторых коктейлей, её можно смешивать с фруктовым соком и добавлять во фруктовые салаты для повышения аромата.